# Armin Veh
Armin Veh, né le 1er février 1961 à Augsbourg, est un footballeur allemand, aujourd'hui entraîneur.

## Biographie
Il est champion d'Allemagne en 2007 avec le VfB Stuttgart. Il s'agit du cinquième titre de champion du VfB, et le premier depuis 1992.
Après une série de cinq matches sans victoire, le VfB Stuttgart décide de se séparer de lui le 23 novembre 2008.
En 2014 il est retourné au VfB Stuttgart puis remercié en novembre de la même année.
Il est de nouveau nommé entraineur de l'Eintracht Francfort en juin 2015. En mars 2016, il est démis de ses fonctions.

## Carrière

### Joueur
- 1979 : FC Augsbourg  Allemagne
- 1979-1983 : Borussia Mönchengladbach  Allemagne
- 1983-1984 : FC Saint-Gall  Suisse
- 1984-1985 : Borussia Mönchengladbach  Allemagne
- 1985-1987 : FC Augsbourg  Allemagne
- 1987 : TSV Schwaben Augsburg  Allemagne
- 1987-1990 : SpVgg Bayreuth  Allemagne

### Entraîneur
- 1990-1995 : FC Augsbourg  Allemagne
- 1996-1997 : Greuther Fürth  Allemagne
- 1998-2001 : SSV Reutlingen 05  Allemagne
- 2002-2003 : FC Hansa Rostock  Allemagne
- 2003-2004 : FC Augsbourg  Allemagne
- 2006- nov.2008 : VfB Stuttgart  Allemagne
- 2009-jan.2010 : VfL Wolfsburg  Allemagne[3]
- 2010-mars 2011 : Hambourg SV  Allemagne
- 2011-2014 : Eintracht Francfort  Allemagne
- 2014-nov. 2014 : VfB Stuttgart  Allemagne
- 2015-mars 2016 : Eintracht Francfort  Allemagne

## Palmarès

### Entraîneur
- Champion d'Allemagne en 2007 avec le VfB Stuttgart
- Finaliste de la Coupe d'Allemagne en 2007 avec Stuttgart